# لورين افيدون
لورين افيدون (بالإنجليزية: Loren Avedon)‏ هو عارض ومنتج أفلام وممثل أمريكي، ولد في 30 يوليو 1962 في لوس أنجلوس في الولايات المتحدة.

## وصلات خارجية
- لورين افيدون على موقع IMDb (الإنجليزية)
- لورين افيدون على موقع أول موفي (الإنجليزية)
- لورين افيدون على موقع قاعدة بيانات الفيلم (الإنجليزية)